# Tjuvjägaren
Tjuvjägaren är en svensk verklighetsinspirerad långfilm från 2016 i regi av John Tornblad och med Niklas Falk, Ylva Lööf, Annica Liljeblad, Ingemar Carlehed, Lennart Hjulström, Gunilla Nyroos och Sven-Åke Gustavsson i rollerna. Arbetsnamnet för produktionen var Lasse och Ingas grotta. Filmen är producerad av filmbolaget Affekt Film. Handlingen kretsar kring Lars Eriksson, mest känd som Lasse i berget, och hans fru Ingas sista 30 år av sina liv då de bosatte sig i en grotta på Kinnekulle.

## Handling

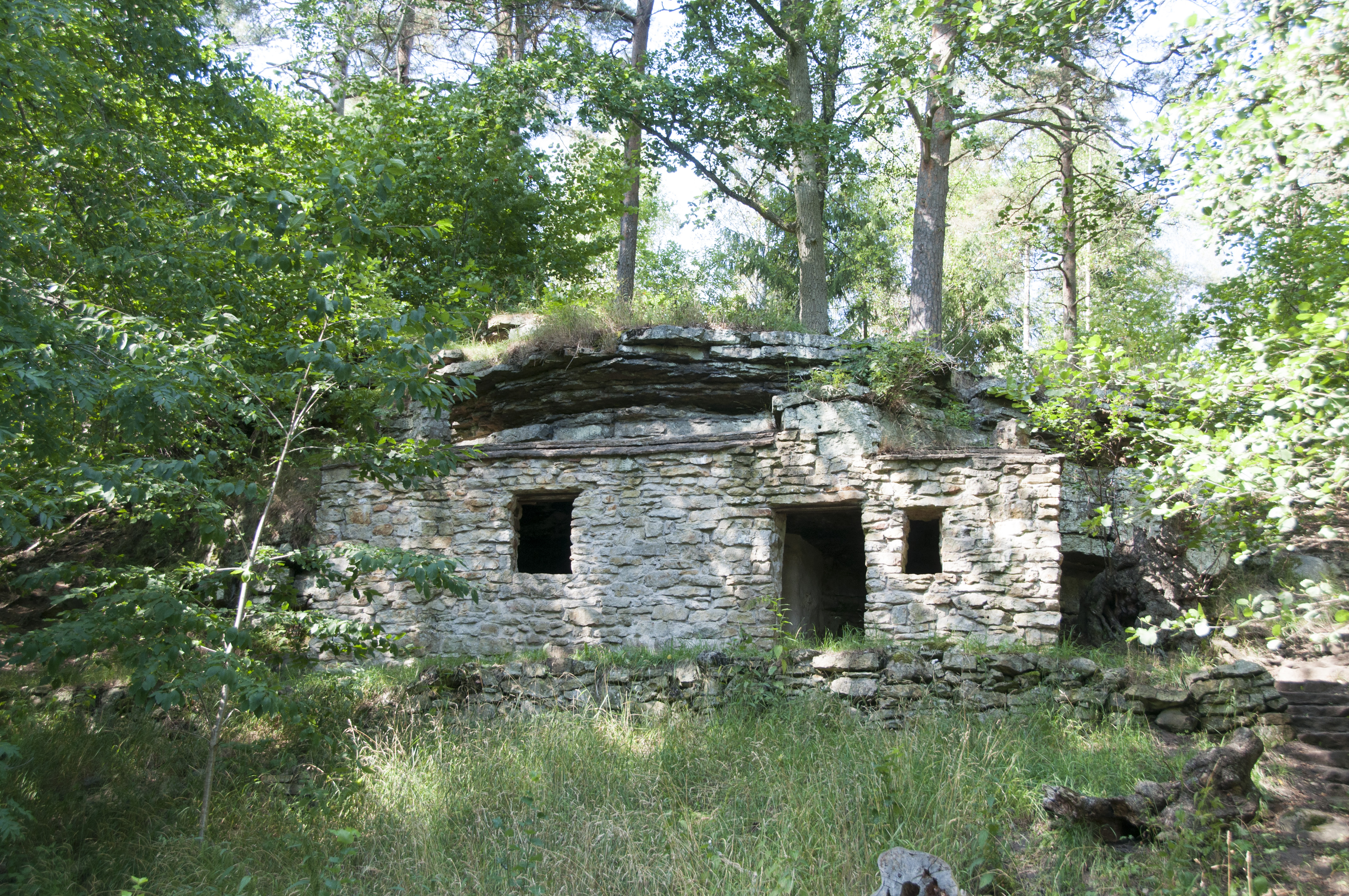
Lasse och Ingas grotta

Den asociala vildmannen Lasse bor med sin fru Inga i en grotta på Kinnekulle. För att kunna överleva måste han jaga, men han saknar mark att jaga på. Lasse tvingas tjuvjaga på Baronens mark vilket leder till en våldsam konflikt. Konflikten påverkar Lasse och Ingas relation negativt då den leder till att de till Ingas stora förtret blir isolerade från gemenskapen i byn. Konflikten eskalerar snabbt när Lasse vägrar att låta överheten vinna. Med risk för att förlora grottan, sitt gevär och sin fru sätter han emot allt vad han kan för det han anser sig ha rätt till: att jaga var han vill när han vill och hur han vill.

## Filmens Distribution
Tjuvjägaren har visats på över 100 biografer i Sverige och setts av 10 000 personer på totalt 88 orter.

## Rollista
- Niklas Falk – Lasse
- Ylva Lööf – Inga
- Annica Liljeblad – Grevinnan
- Ingemar Carlehed – Baronen
- Sven-Åke Gustavsson – Postmästare Lagergren
- Hanna Lekander – Ida
- Lennart Hjulström – Prästen
- Gunilla Nyroos – Handlare Boije
- Per Carlgren – Advokaten
- Simeon Lindgren – Länsman Nordensson
- Oscar Steen – Skogvaktare
- Börje Lundberg – Adelsman
- Klas Wiljergård – Ingenjör
- Ida Nordquist – Festbesökare
- Elsa Silvander – Gerda
- Emanuel Blom – Betjänten
- Ida Karolin Johansson – Pigan
- Lovisa Håkansdotter Wallin – Väninnan
- Bálint Wagner – Greven

## Produktion
- John Tornblad – Regissör, producent
- Johan Fågelström – Producent
- Ricard Schmidt – Manusförfattare
- Harald Sandø – A-Foto
- Andreas Olsson – A-Foto
- Marcus Blomgren – A-Ljud
- Filiph Johansson – A-Ljud
- Erika Wiktorin – Scenograf
- Anne-Louise Thornblad – Kostymör
- Frida Lerjeus – Mask
- Patrik Forsell – Klippare
- Erik Gustavsson – Ljudläggare
- Linus Lundberg – Musikproducent
- Anders Nyman – VFX

### Inspelning
Platsen Lasses grotta, namngiven efter jägaren Lasse i berget, finns bevarad och ligger på Kinnekulle. Delar av filmen är inspelad utanför grottan, men när interiörscenerna skulle filmas byggdes grottan upp på nytt i studio, i möbel och inredningsstaden Tibro.

## Inspelningsplatser
Filmen är inspelad på nedanstående platser:
- Kinnekulle
- Husaby kyrka
- Fornbyn i Skara
- Residenset i Mariestad
- Lasses Grotta
- Martorpsfallet
- Gössäter Stampen
- Kinnekullegården
- Utsiktsplatsen Hellekis
- Råbäcks hamn
- Börstorps slott
- Hellekis säteri
- Munkängarna